# Glenfyne
Glenfyne, auch Glendarroch oder Glengilp genannt, war eine Whiskybrennerei in Ardrishaig, Argyll and Bute, Schottland. Der erzeugte Brand war somit der Whiskyregion Highlands zuzuordnen.

## Geschichte
Henry Hoey gründete die Brennerei im Jahre 1831 als Glenfyne. Sie lag oberhalb des Crinan Canal und unterhalb des Achnagbreach Hill. Ihre Geschichte ist von zahlreichen Inhaberwechseln geprägt. William Smyth änderte in den 1870er Jahren den Namen in Glendarroch; Ende der 1880er Jahre wurde jedoch wieder der ursprüngliche Name eingeführt. Im Jahre 1937 wurde der Betrieb schließlich geschlossen.
Als Alfred Barnard im Rahmen seiner bedeutenden Whiskyreise im Jahre 1885 die Brennerei besuchte, verfügte sie über eine jährliche Produktionskapazität von 80.000 Gallonen. Es stand eine Grobbrandblase (Wash Still) mit einer Kapazitäten von 4726 Gallonen zur Verfügung. Hinzu kamen zwei Feinbrandblasen (Spirit Stills) mit Kapazitäten von 1000 beziehungsweise 500 Gallonen.

## Weiterführende Informationen
- Informationen und Bilder zur Brennerei bei scotlandsplaces.gov.uk
- J. Butt: The industrial archaeology of Scotland, David & Charles, 1967.